# Кожухар Андрій Юрійович
Андрій Юрійович Кожухар (рум. Andrei Cojuhar, нар. 20 липня 1999, Тирасполь) — молдовський та український футболіст, воротар рівненського «Вереса».

## Біографія
Вихованець СДЮШОР «Чорноморець» з Одеси, у складі якої грав в ДЮФЛ з 2012 по 2015 рік. В подальшому увійшов до структури клубу, де грав спочатку у юнацькому чемпіонаті до 19 років, а потім і в молодіжній першості України з футболу.
10 листопада 2018 року дебютував за першу команду «моряків» у виїзному матчі Прем'єр-ліги проти «Десни» (0:2). Загалом за одеську команду провів 23 гри (8 в рамках УПЛ). 12 січня 2020 року перейшов до латиської «Валміери», яка виступала в елітному футбольному дивізіоні Латвії. За нову команду провів усього три матчі (6 пропущених м'ячів). Разом із командою здобув бронзові нагороди чемпіонату.
22 липня 2021 року підписав контракт із словацьким «Земпліном», клубом який виступав у словацькій футбольній Суперлізі. За два сезони провів за нову команду 25 матчів у всіх турнірах, у яких пропустив 37 голів. 
1 липня 2023 року став гравцем львівських «Карпат», з якими посів друге місце в Першій футбольній лізі сезону 2023/24 та разом з командою здобув право наступного року виступати в українській Прем'єр-лізі.
19 липня 2024 року після дострокового розірвання контракту із «Карпатами» підписав трирічний контракт із рівненським «Вересом».

### Збірна
Виступав за юнацькі збірні України різних вікових категорій, з командою до 19 років був учасником Турніру пам'яті Валерія Лобановського 2018 року, де зіграв в одному матчі і зайняв з командою останнє 4-те місце. 
16 листопада 2018 року дебютував за молодіжну збірну України в товариській грі проти однолітків з Грузії (3:3). Загалом зіграв за неї 4 матчі.
Згідно з правилами ФІФА, футболіст має право заграватися за національну збірну країни свого народження, навіть якщо раніше виступав за юнацькі або молодіжну команди іншої федерації, тому 10 вересня 2024 року Кожухар дебютував у національній збірній Молдови з футболу в товариському матчі проти Сан-Марино (1:0), зберігши свої ворота у недоторканності.